# 十張犁 (高雄市)
十張犁，是臺灣高雄市杉林區的一個傳統地域名稱，位於該區東北部。相較於今日行政區，其範圍大致包括集來里，以及美濃區的廣林里北部邊界地帶中至西段。
本地區境內主要聚落為十張犁、八張犁、中庄仔、新厝仔、枋藔、祖坑、南血坑，設有集來國小。

## 歷史
台灣日治初期，十張犁地區為一街庄，稱為「十張犁庄」（舊制街庄），隸屬於楠梓仙溪東里。該庄昔日北與大邱園庄為鄰，東與荖濃庄、六龜里庄為鄰，南邊為竹頭角庄，西南邊為新庄，西邊隔楠梓仙溪與山杉林庄、茄苳湖庄為界。
1901年（日治明治三十四年）11月11日，全台廢縣廳改設二十廳，該庄隸屬於蕃薯藔廳。1904年（明治三十七年）2月16日，該庄編入「山杉林區」，隸屬於蕃薯藔廳。1909年（明治四十二年）10月25日，全台合併二十廳為十二廳，山杉林區改隸屬於阿緱廳。1920年（大正九年）10月1日，全台地方制度大改正，廢十二廳改設五州二廳，該庄改制為「十張犁」大字，隸屬於高雄州旗山郡杉林庄（新制街庄）。
戰後杉林庄改制為杉林鄉，隸屬於高雄縣，大字亦改制為村。1950年（民國39年）10月1日，高、屏分治，杉林鄉仍隸屬於高雄縣。2010年（民國99年）12月25日，高雄縣、市合併為直轄高雄市，杉林鄉改制為杉林區，村亦改制為里。

## 聚落
本地區發展較早的聚落為十張犁、八張犁、中庄仔、新厝仔、枋藔、祖坑、南血坑，在日治初期的官方地圖上已有記載。此外，本地區尚有新隘丁寮聚落。

## 交通
省道台29線是達卡努瓦至林園的幹道，也是楠梓仙溪流域的主要連絡道路，經過本地區西部的八張犁、十張犁、新厝仔等。由該道路北行可前往甲仙區、那瑪夏區，並止於達卡努瓦部落內十字路口；南行可前往杉林區月眉市區、旗山區、大樹區、大寮區等地。

## 學校
- 集來國小